# Nihoa

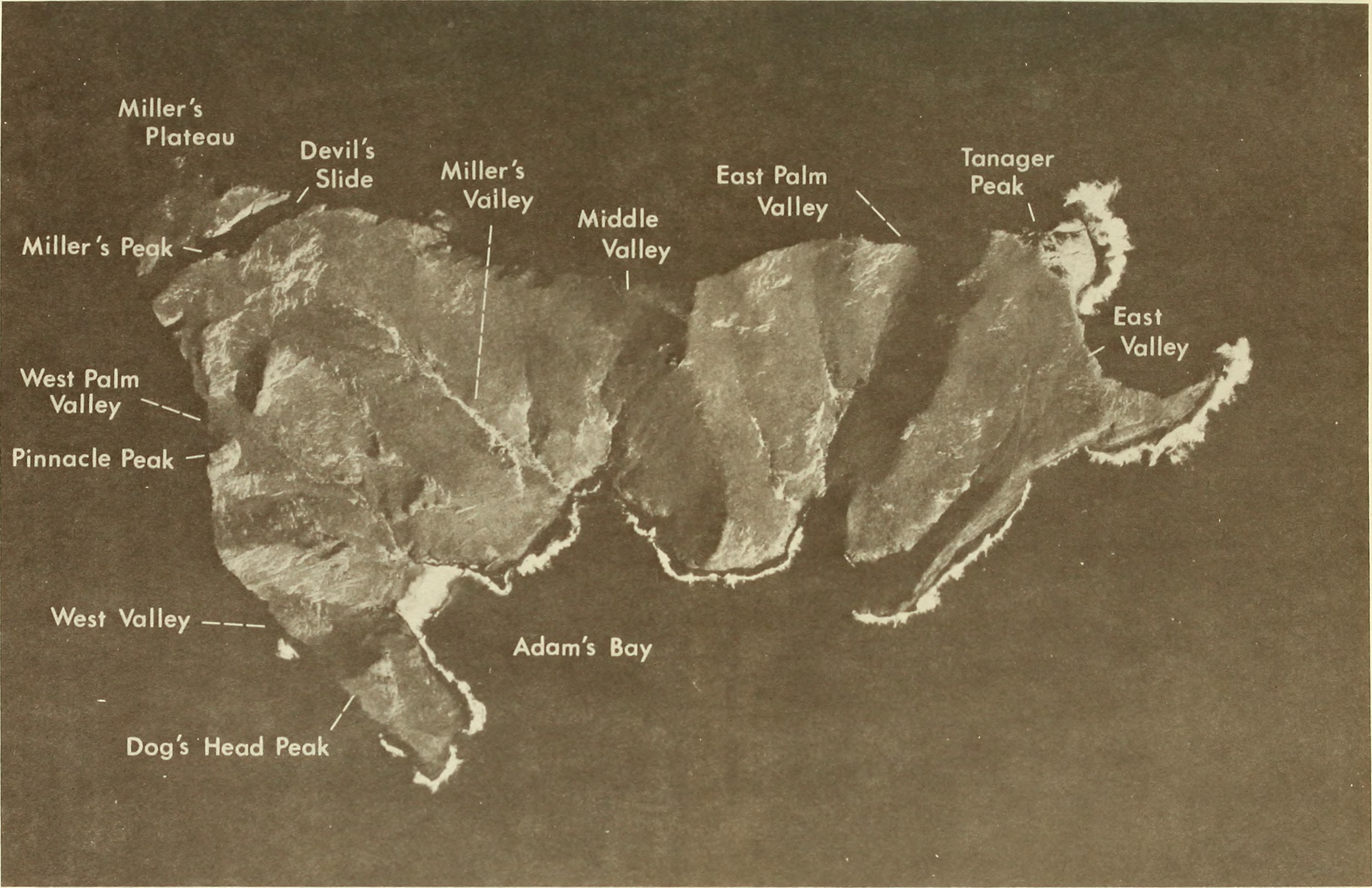
Luftbild mit geographischen Namen

Nihoa, älterer Name: Bird Island, ist die südlichste in der Kette der nordwestlichen Hawaii-Inseln. Die heute unbewohnte Insel ist Naturreservat und darf nur mit Erlaubnis für wissenschaftliche Zwecke betreten werden.

## Geografie
Nihoa ist Ost-West orientiert, rund 1,4 km lang und durchschnittlich 450 m breit. Die Insel besteht aus zwei Gipfeln mit einer dazwischen liegenden, sattelförmigen Senke und umfasst eine Fläche von 0,63 km². Der westliche Gipfel, genannt Miller´s Peak, ist 273 m hoch, der östliche, Tanager Peak, ist mit 260 m nur wenig niedriger. Sechs Täler verlaufen von Nord nach Süd. Die Nord-, Ost- und Westseite der Insel besteht aus steilen Kliffs, die fast senkrecht bis zu 200 m abfallen. Nach Süden hin nimmt ihre Höhe deutlich ab, die Kiffs sind hier noch 30 bis 15 m hoch. An deren Fuß hat der Wellenschlag eine Brandungsplattform gebildet, die 1,2 bis 2 m über dem Meeresspiegel liegt. Eine heftige Brandung erreicht die Insel unmittelbar und verhindert meist eine Landung mit Booten. Nur bei ruhiger See bietet die Adams Bay im Südwesten Zugang. Dort gibt es auch einen kleinen Sandstrand, der Derby’s Landing genannt wird, nach Leutnant (später Admiral) Wilfrid Neville Derby, der dort 1913 vom Revenue Cutter Thetis an Land schwamm.:167

Ansichten
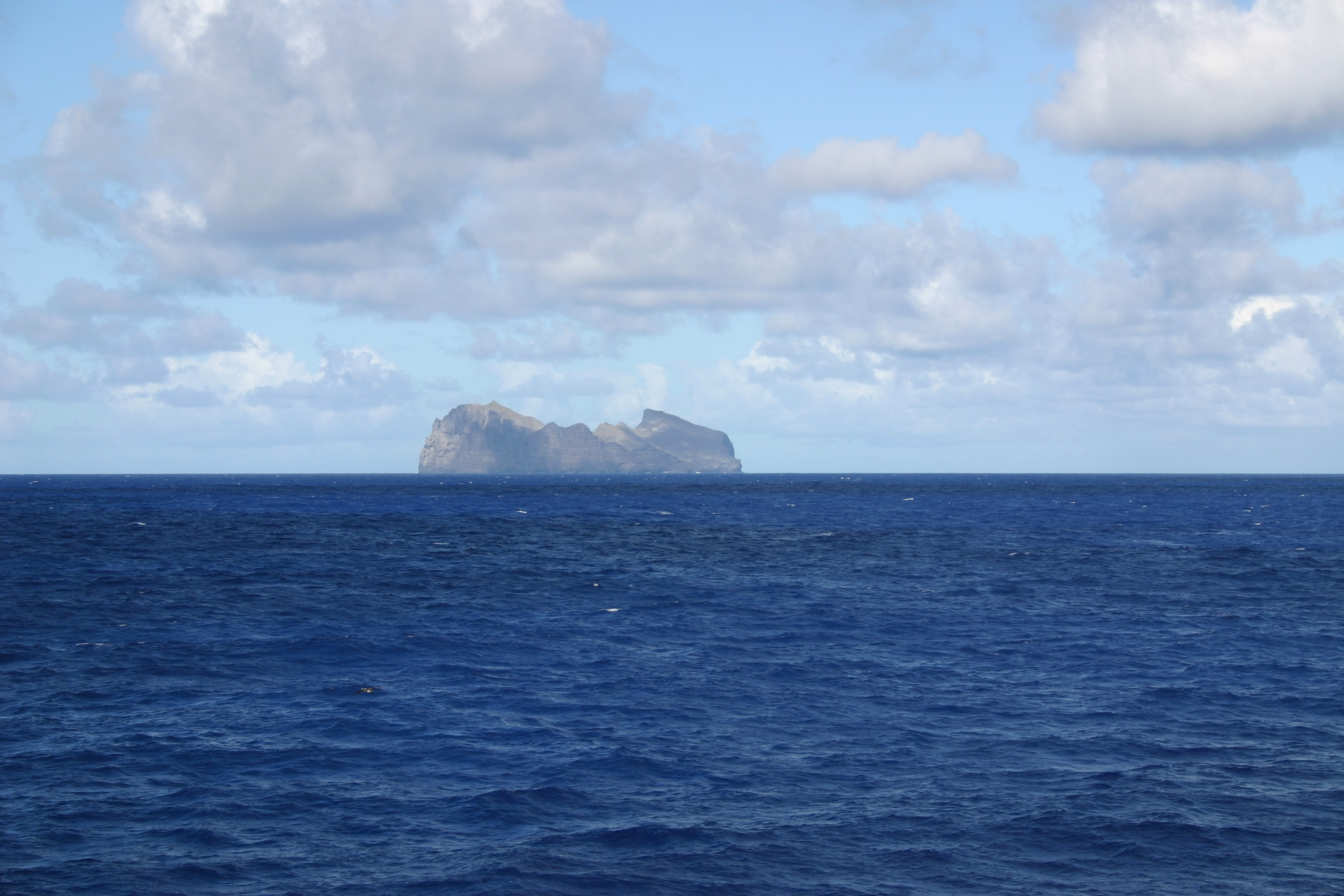
Nihoa aus der Ferne
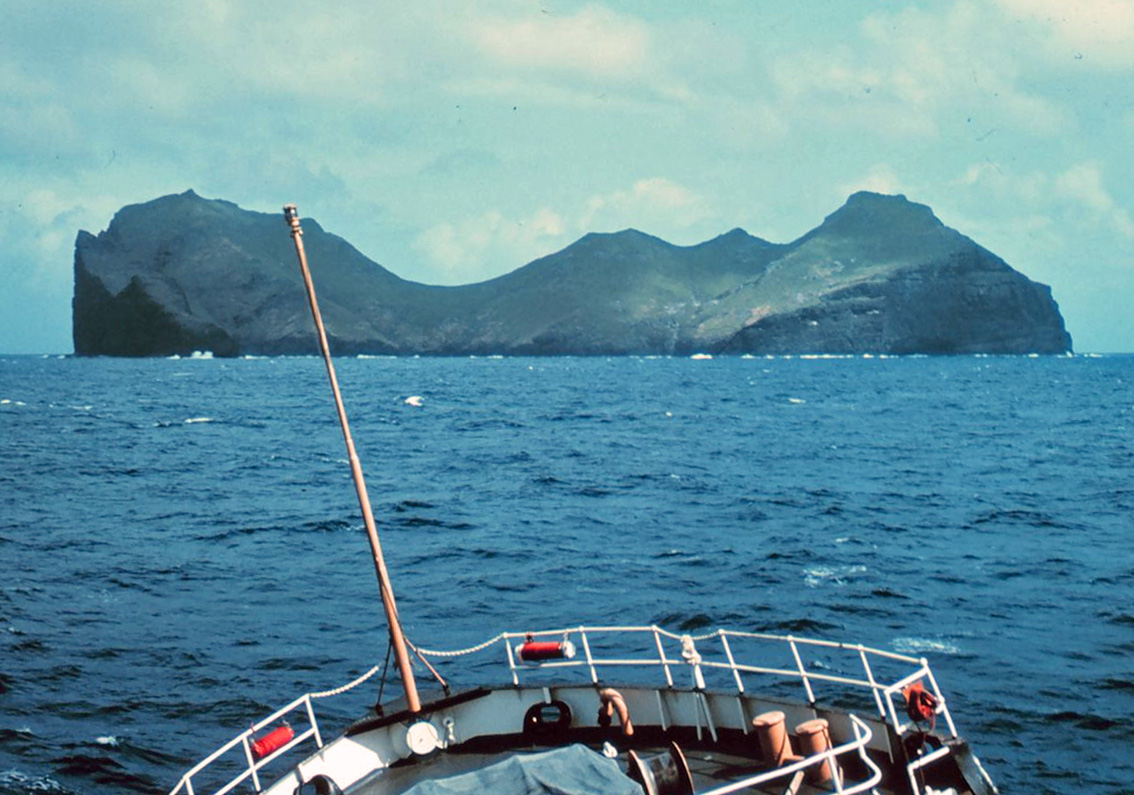
Nihoa aus der Nähe (1969)
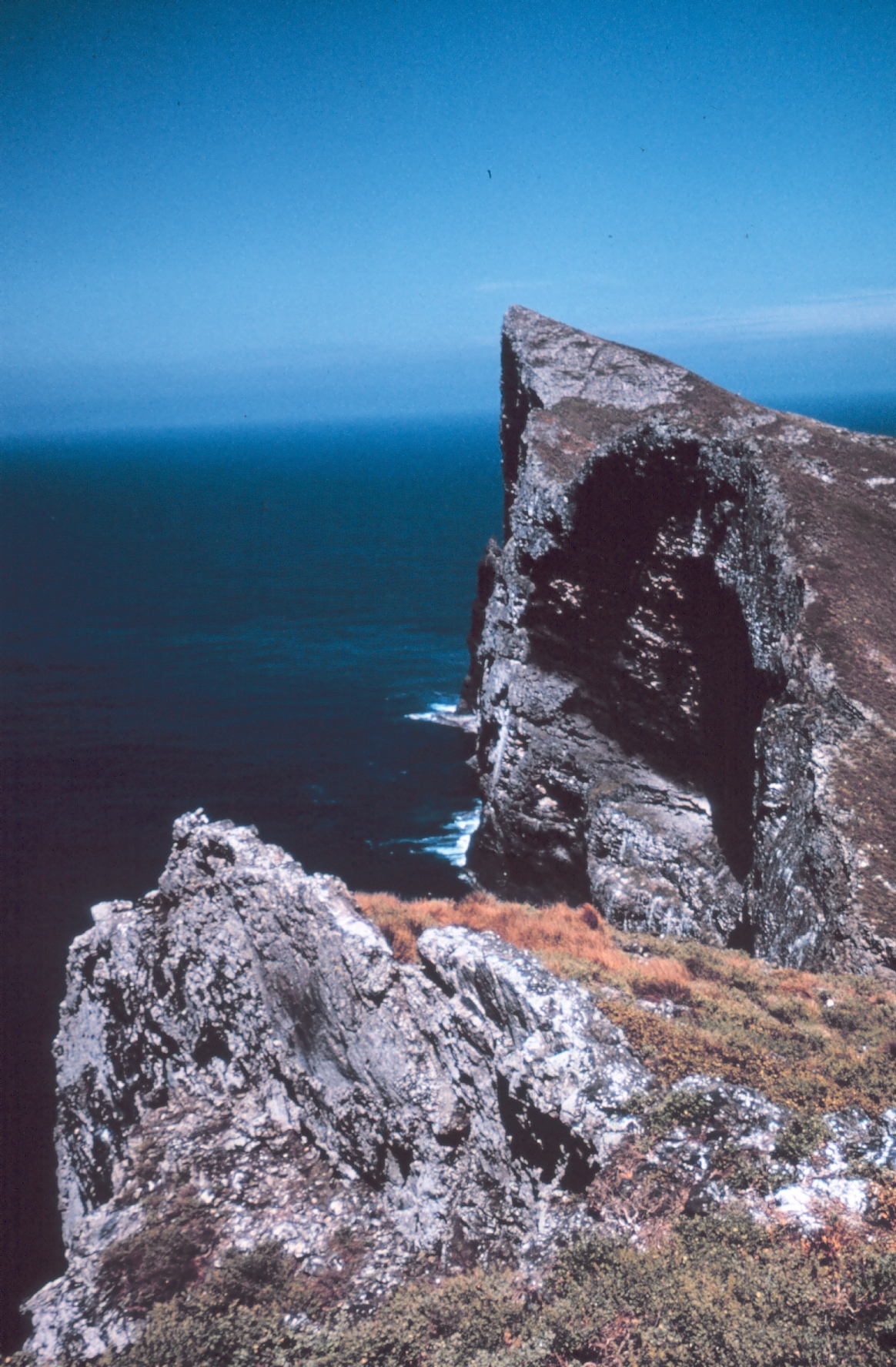
Kliff am Tanager-Peak

### Geologie
Nihoa ist ein über den Meeresspiegel hinausragender Gipfel der Hawaii-Emperor-Kette und vulkanischen Ursprungs. Die Insel ist der Überrest eines 7,2 Millionen Jahre alten, erodierten Schildvulkans. Das Gestein ist überwiegend ein dichter Olivinbasalt, stellenweise durchsetzt mit Phänokristallen von Labradorit oder Augit, häufig auch mit Magnetitkristallen. Vulkanische Aschen, vulkanische Bomben und Tuff fehlen.:10 f.

## Flora und Fauna

### Flora
Von den 26 Gefäßpflanzen, die auf der Insel vorkommen, sind 5 Neophyten, 17 Indigenophyten (altheimische Arten) und 4 endemisch.
Zu den auf Nihoa vorkommenden Pflanzen gehören:30–31:
- Chenopodium oahuense, ein auf den Hawaii-Inseln endemischer, aber verbreiteter, kleinwüchsiger Strauch
- kriechend wachsende Solanum nelsonii, ein ebenfalls auf allen Hawaii-Inseln verbreitetes Nachtschattengewächs
- der kleine, breitwüchsige Strauch Sida fallax aus der Familie der Malvaceae
- die altheimischen Gräser Eragrostis variabilis und Panicum torridum
- Portulaca lutea, eine niedrig wachsende, krautige Pflanze, die auf steinigem Boden an der Südseite wächst
- die Nihoa-Nelke (Schiedea verticillata), eine auf Nihoa endemische Nelkenart (Caryophyllales)[7]
- Amaranthus brownii, ebenfalls eine auf Nihoa endemische Unterart des Amarant (Amaranthus), 1923 noch verbreitet, ist mittlerweile sehr selten[8][6]:142
- die Nihoa-Palme (Pritchardia remota).

Die zweifellos auffälligste Pflanze auf der Insel ist die Nihoa-Palme, einheimischer Name Loulu, eine endemische Palmenart, die in 500 bis 600 Exemplaren nur auf Nihoa vorkommt. Die Bäume wachsen in kleinen, dichten Hainen an zwei Standorten im Osten (East Palm Valley) und im Südwesten (West Palm Valley). Erstmals erwähnt wurde die Palmenart von dem deutschen Arzt und Botaniker Wilhelm (William) Hillebrand, der 1851 bis 1871 als Arzt, u. a. als Leibarzt von König Kamehameha V., auf Hawaii tätig war. Seit 1923 wurden die Bestände mehrfach gezählt, sie scheinen stabil zu sein. Die Nihoa-Palme bietet Nist- und Ruheplätze für Rotfußtölpel (Sula sula), die nicht auf dem Boden, sondern nur in Büschen und Bäumen nisten.:141

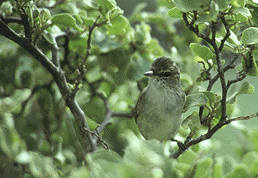
Nihoa-Rohrsänger
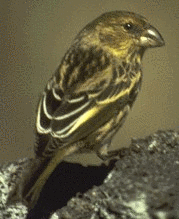
Nihoagimpel
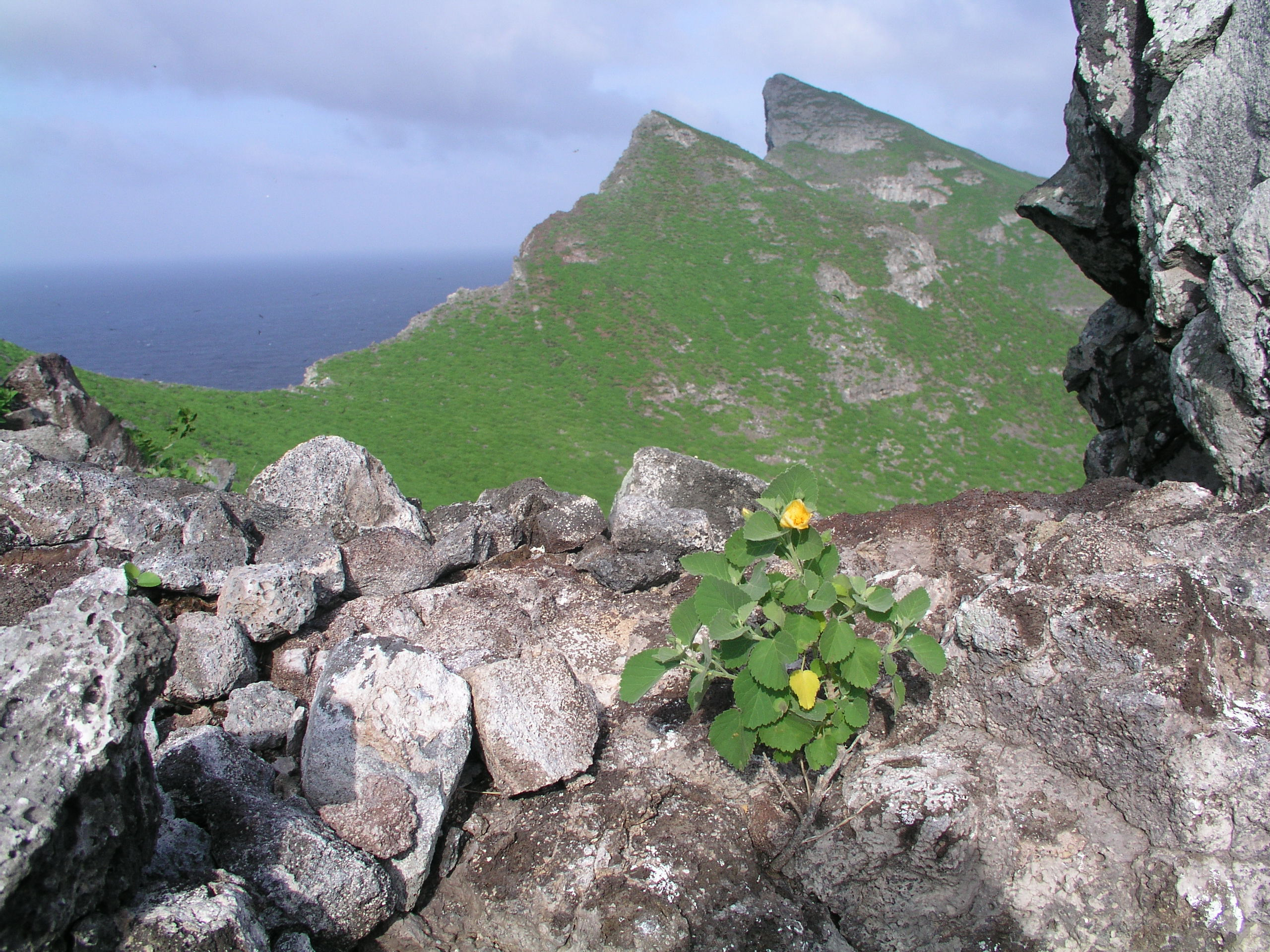
Sida fallax (einheimischer Name Ilima), Tanager Peak im Hintergrund
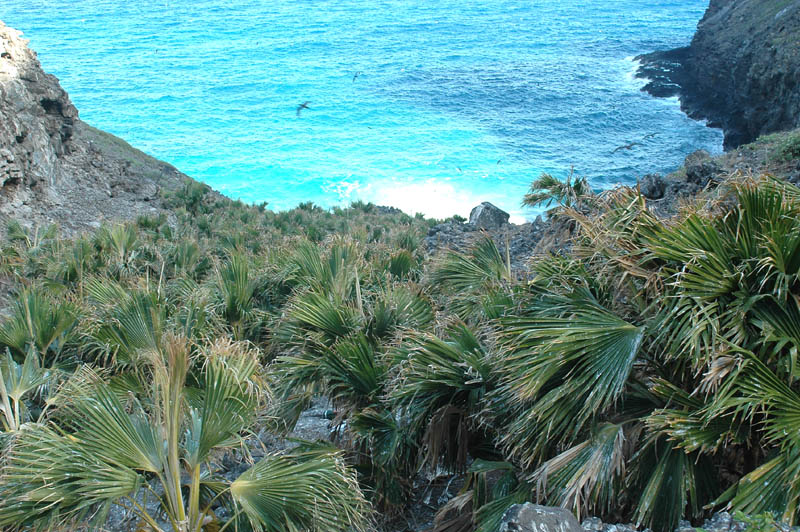
Endemische Pritchardia remota-Palmen

### Fauna
Nihoa hat die vielfältigste und am wenigsten gestörte Biota aller Inseln in der nordwestlichen Hawaii-Gruppe mit einer hohen Zahl von Endemiten. Dort gibt es zwei endemische Landvogelarten: den als gefährdet geltenden Hawaii-Rohrsänger (Acrocephalus familiaris) und den Nihoagimpel (Telespyza ultima). Der Strand in der Adams Bay ist Aufenthaltsort einer kleinen Population der seltenen Hawaii-Mönchsrobbe (Neomonachus schauinslandi).
Charakteristisch für die Insel und in vielen Berichten von Seefahrern und Forschern erwähnt, ist die Fülle von Seevögeln. Ihre Gesamtzahl wird auf fast eine halbe Million geschätzt.
Auf Nihoa gibt es 17 Arten brütender Seevögel sowie eine Reihe von zufälligen oder durchreisenden Vogelarten. Zu den Brutvögeln zählen:
- Keilschwanz-Sturmtaucher (Puffinus pacificus, syn. Ardenna pacifica), die häufigste Vogelart auf Nihoa
- Weihnachts-Sturmtaucher (Puffinus nativitatis)
- Bulwersturmvogel (Bulweria bulwerii)
- Rotschwanz-Tropikvogel (Phaethon rubricauda)
- Schwarzfußalbatros (Phoebastria nigripes)
- Rotfußtölpel (Sula sula).[11][1]:40

Auf der Insel lebt auch eine Vielzahl von Invertebraten, die sich mehrheitlich von dem Kot und den Kadavern der zahlreichen Vögel ernähren, darunter 35 Arten endemischer, terrestrischer Gliederfüßer (Arthropoda) und 6 Arten endemischer Landschnecken (Gastropoda).
Unter den Insekten ist die von dem Entomologen Edwin Horace Bryan (1898–1985) während der Tanager-Expedition von 1923 auf Nihoa entdeckte und von Philip Hunter Timberlake (1883–1981), Professor an der University of California, Riverside, erstmals beschriebene Plattwespe (Bethylidae) Sclerodermus nihoaensis (Synonym: Eupelmus nihoaensis) erwähnenswert. Sie war eine Neuentdeckung und ist auf Nihoa endemisch, obwohl es Artverwandte auf anderen Hawaii-Inseln gibt. Ebenfalls auf Nihoa endemisch und von Timberlake beschrieben ist die Biene Hylaeus perkinsianus aus der Familie der Colletidae.

## Geschichte

### Vorgeschichte
Die kleine Insel Nihoa liegt rund 240 km nordwestlich der größeren, bewohnten Hauptinseln von Hawaii. Auch Nihoa war ursprünglich besiedelt, wurde jedoch bereits vor der europäischen Entdeckung im 18. Jahrhundert aufgegeben. Es gibt Belege, dass die polynesische Besiedlung relativ spät erfolgte und nur von kurzer Dauer war. Vergleiche der Architekturformen von Nihoa deuten auf eine Ähnlichkeit nicht nur mit den Hawaii-Inseln, sondern auch mit anderen, weiter entfernten Inseln hin. Das legt Kontakte mit entlegeneren Inseln Polynesiens nahe. Der Archäologe Geoffrey Irwin von der University of Auckland vermutet, die Aufgabe von Nihoa könnte, wie bei anderen kleinen und abgelegenen Inseln auch (zum Beispiel Henderson), auf den Rückgang der Reise- und Handelstätigkeit zwischen den polynesischen Inseln zurückzuführen sein. Neuere Forschungen weisen auf die Möglichkeit des Einflusses weiterer Faktoren für das Schwinden der Bevölkerung hin, darunter auch Umweltveränderungen, die bei der Aufgabe der Insel eine Rolle gespielt haben könnten.
Die wohl umfangreichste Studie der Archäologie Nihoas nahm der Anthropologe Kenneth Pike Emory (1897–1992) in den 1920er Jahren vor. Emory und andere Forscher kamen mit der Tanager-Expedition des United States Fish and Wildlife Service und des Bishop Museums in Honolulu 1923 auf Nihoa an und blieben vom 16. bis 20. Juni.
Die von den Forschern gefundenen und dokumentierten Anbauterrassen, Wohnplattformen und Zeremonialstätten beweisen, dass die Insel einst dauerhaft oder langfristig bewohnt war. Emory untersuchte ein Holzkohlestück aus einer Feuerstelle einer Hausplattform nach der Radiokarbonmethode. Es ließ sich auf das Jahr 1430 datieren. Eine Neukalibrierung der Analyse erbrachte eine Datierung zwischen 771 und 1164 n. Chr.
Anhand der Anzahl der Wohnplattformen und der augenscheinlich bewohnten Felsüberhänge in der Steilküste schätzte Emory die Einwohnerzahl auf ungefähr 170 Personen.:12 Die verfügbare, terrassierte Anbaufläche wäre für eine solch geringe Bevölkerung ausreichend gewesen. Ein Problem für die Siedler dürfte die Versorgung mit Trinkwasser gewesen sein, denn die Tanager-Expedition fand nur drei kleine Sickerstellen. Sie speisen sich aus Grundwasser, das von undurchlässigen Basaltschichten zurückgehalten wird oder durch Risse im Basalt zirkuliert. Das Wasser all dieser Sickerstellen ist stickstoff- und phosphathaltig sowie mit weiteren, unangenehm schmeckenden Substanzen stark belastet, die vermutlich aus den Exkrementen der zahlreichen Vögel stammen.:15
Kenneth Emory identifizierte fünfzehn Steinstrukturen als Plattformen für zeremonielle Zwecke (Marae). Das Baumuster ist vergleichbar mit dem der Zeremonialplattformen von Necker Island, sodass man von einem gemeinsamen religiösen Konzept ausgehen kann. Sie ähneln eher den Marae des Tuamotu-Archipels als der Monumentalarchitektur der Hauptinseln Hawaiis (Heiau). Der Unterschied ist deutlich. Die Heiau von Hawaii haben keine erhobene Plattform, sondern die Mauern umschließen einen zentralen, tiefer liegenden Raum. Die Zeremonialstätten der Insel Nihoa sind, wie Kenneth Emory beschrieb, vier- oder fünfeckige Plattformen aus unbearbeiteten Steinen der Umgebung, kunstlos und ohne Mörtel aufgesetzt. Die größte misst 14 × 10 m und ist 1,5 m hoch. Auf manchen der gepflasterten Terrassen standen ein oder zwei unbehauene, durchschnittlich 60 cm hohe Orthostaten. Vier Plattformen fallen aus dem Rahmen, denn sie trugen 7 bis 13 schlanke, prismenförmige Orthostaten, etwa 60 cm hoch, die in ein bis drei Reihen angeordnet waren. Der Zweck dieser Steinsetzungen ist unbekannt und kommt auch auf keiner anderen Insel des Archipels vor.
Die rechteckigen Hausplattformen sind mit unbearbeiteten Steinen grob gepflastert. Höchstwahrscheinlich hatten die Polynesier darauf Hütten aus vergänglichen Materialien errichtet. Den Werkstoff dazu hätten die Palmen liefern können. Kochstellen, mit drei rechteckigen Steinen eingefasst, konnten anhand von Holzkohleresten identifiziert werden. Es wurden zahlreiche Gebrauchsgegenstände geborgen: Schüsseln und Töpfe aus Stein, bzw. Bruchstücke davon, Äxte aus kompaktem Basalt, Nadeln aus Vogelknochen, Hammer- und Reibsteine, ein Mörser aus Basalt, ein Angelhaken aus Menschenknochen sowie Muschelfragmente:38 f., die sich heute im Bernice P. Bishop Museum in Honolulu befinden.
Im steilen Kliff der Halbinsel im Südwesten, die die Adams Bay begrenzt, wurde eine Begräbnishöhle mit vier auf Grasbündeln gelagerten Schädeln und Knochenresten gefunden.:18

### Entdeckungsgeschichte
Der erste Europäer, der Nihoa sah, könnte der Pelzhändler James Colnett, Kapitän des Handelsschiffes Prince of Wales, gewesen sein. Auf der Fahrt von Niʻihau (Oneehow, wie er schreibt) zum nordamerikanischen Kontinent, passierte das Schiff am 20. März 1788 eine unbekannte Insel in größerer Entfernung.

„Next morning by 5 oClock the Isla bore SW three Leagues its High & had the following appearence. I lookd attentively with a Glass, did not observe a single Shrub; in some of the Cracks there was a little green but it was a very small Quantity in the point of View we now had [of] it. It Shewd like two isles but I think it was Join´d by a low narrow beach. It may be 7 Miles circumfence & its greatest extent from E to W the face of the Rock was white or light Colour, perhaps occasin´d by the Dung of birds its only Inhabitants we saw from the Quantity of them around it must be a great number.
Am nächsten Morgen um 5 Uhr lag die Insel 5,5 Kilometer höher in südwestlicher Richtung und hatte folgendes Aussehen. Ich schaute aufmerksam durch ein Fernglas, konnte aber keinen einzigen Strauch erkennen. In einigen der Spalten war ein wenig Grün, aber von unserem jetzigen Standpunkt aus war es nur eine sehr geringe Menge. Sie sah aus wie zwei Inseln, aber ich glaube, sie war [nur] mit einem niedrigen, schmalen Strand verbunden. Der Umfang mag 13 Kilometer betragen mit der größten Ausdehnung von Ost nach West. Die Oberfläche des Felsens war weiß oder hell, vielleicht verursacht durch den Kot der Vögel, die einzigen Bewohner, die wir sahen. Nach der Menge in der Umgebung zu urteilen, müssen es viele gewesen sein.“

Eine etwas genauere Beschreibung stammt vom Schiffsarzt Archibald Menzies in seinem Tagebuch und in Colnetts Journal befindet sich eine grobe Profilskizze, beides deutet darauf hin, dass die Prince of Wales die Insel Nihoa passiert haben könnte, obwohl Colnett keine Position angibt.
Mehrheitlich gilt allerdings William Douglas von der Schnau Iphigenia als Entdecker von Nihoa.:81–82 Der Pelzhändler und ehemalige Marineoffizier John Meares kaufte im Januar 1788 zwei Schiffe, um in den damals lukrativen Handel mit Robbenfellen zwischen Russisch-Amerika und China einzusteigen. Da er weder von der East India Company noch von der South Sea Company eine Handelslizenz hatte, betrieb er die Schiffe unter portugiesischer Flagge, was es ihm ermöglichte, in Macao – einem portugiesischen Besitz – frei zu handeln und in Kanton niedrige Zölle zu zahlen. Für seine zweite Handelsreise in den Pazifik nutzte Meares diese beiden Schiffe, die er Feliz Aventureira und Efigenia Nubiana (oder Iphigenia) taufte. Die Aventureira kommandierte Meares selbst, die Iphigenia segelte unter dem Kommando von William Douglas. An Bord der Iphigenia befand sich Kaʻiana (auch Kaiana oder Taiana), eigentlich Keawe-Kaʻiana-a-ʻAhuʻula, ein Krieger von Kauaʻi, der im Jahr zuvor mit Meares nach Kanton gereist war und nun zu seiner Heimatinsel zurückgebracht wurde. Am 19. März 1789, einen Tag nachdem die Iphigenia Kauaʻi verlassen hatte, kam eine nicht auf den Karten verzeichnete Insel in Sicht.

„At three the next morning, land was seen a-head; and at four, being almost close up with ist, they hove to ´till day-light. This island or rock, bears the form of a saddle, high at each end, and low in the middle. To the South it is covered with verdure; but on the North, West and East sides, it is a barren rock, perpendicularly steep, and did not appear to be accessible but to the feathered race, with which it abounds. It was therefor named Bird Island. It lies in the latitude of 23° 07´North, and in the longitude of 198° 10´ East […].
Am nächsten Morgen um drei Uhr war voraus Land zu sehen, und um vier Uhr, fast dicht davor, drehten sie bei, bis es Tag wurde. Diese Insel oder dieser Felsen hat die Form eines Sattels, hoch jedem Ende und in der Mitte niedrig. Im Süden ist sie mit Grün bedeckt, aber auf der Nord-, West- und Ostseite ist sie ein kahler, senkrecht abfallender Felsen, der nur für die gefiederten Tiere zugänglich zu sein scheint, von denen es hier wimmelt. Er wurde deswegen Bird Island genannt. Er liegt auf dem Breitengrad 23° 07' Nord und dem Längengrad 198° 10' Ost […].“

Nach der Topografie und der Lage in Relation zu Kauaʻi ließ sich diese Insel als Nihoa identifizieren.
Königin Kaʻahumanu von Hawaii (Big Island) begab sich nach ihrer Heirat mit Kaumualiʻi, dem König (Aliʻi nui) der Insel Kauai, im Mai und Juni 1822 auf eine Reise zu den nordwestlichen Hawaii-Inseln. Sie hatte von Nihoa gehört, dem Land, das in zahlreichen Überlieferungen und Gesängen der Alten vorkam, den späteren Generationen aber unbekannt war. Daher beschloss die Königin, sich mit Kaumualiʻi auf die Suche nach der Insel zu begeben. Zwei oder drei Kanus wurden für die Reise ausgerüstet, Anführer der Expedition war William Keolaloa Sumner, der Sohn eines englischen Kapitäns aus Northampton und einer hawaiischen Prinzessin. Als die Insel Nihoa gefunden wurde, nahm die Königin sie förmlich in Besitz und gliederte sie dem Königreich Hawaiʻi ein.
Am 9. Januar 1826, um 08.00 Uhr am Morgen, erreichte der Schoner USS Dolphin unter dem Kommando von Kapitän Hiram Paulding Nihoa. Der Kapitän und einige Männer wollten mit dem Beiboot in der südwestlichen Bucht, der Adams Bay, fischen und gingen anschließend auf dem kleinen Strand an Land, um die Insel zu erkunden. Als sie zurückkehren wollten, war die Brandung so hoch, dass das Boot nicht zu Wasser gelassen werden konnte, sodass sie bei stürmischem Wind und Regen die Nacht auf der Insel verbringen mussten. Am Morgen war der Schoner nicht mehr zu sehen, die Mannschaft hatte ihn vor dem Sturm in Sicherheit gebracht. Bei Abflauen des Windes kehrte das Schiff zurück, aber die Brandung war immer noch so heftig, dass das Boot nicht ablegen konnte. Die Männer mussten daher zurück an Bord schwimmen.
Die Royal Navy entsandte 1856 die Fregatte HMS Havannah der Pacific Station unter dem Kommando von Captain Thomas Harvey zu mehreren Inseln des Pazifiks, um mögliche Guanovorkommen zu erkunden. Guano war im 19. Jahrhundert ein wertvolles Düngemittel und begehrter Rohstoff für die Sprengstoffherstellung. Die Havannah erreichte Nihoa am 8. Dezember 1856. Wegen einer heftigen Brandung und ungünstigen Wetters war eine Landung nicht möglich. Kapitän Harvey ließ die Insel in geringem Abstand umrunden, um dann festzustellen, dass es keine abbauwürdigen Guanodepots gab.
Die Anwesenheit eines ausländischen Kriegsschiffes im Territorium Hawaiis alarmierte die Regierung des Königreiches Hawaii, die kurz darauf ein Rundschreiben veröffentlichte, in dem Hawaii die Souveränität über Nihoa beanspruchte. Im darauffolgenden Frühjahr schiffte sich König Kamehameha IV. persönlich auf dem Schoner Manuokawai ein, um nach Nihoa zu reisen. John Paty, Kapitän der Manuokawai, und der König gingen an Land, errichteten in der Nähe des Landeplatzes einen Pfahl und vergruben darunter eine Flasche mit einem Schreiben, auf dem die (erneute) offizielle Inbesitznahme der Insel dokumentiert war. Außerdem deponierten sie eine Kupferplatte, auf der das Datum 23. April 1857 eingraviert und der Besuch des Königs erwähnt war.:19
Am Morgen des 22. Juli 1885 kam Prinzessin (später Königin) Liliʻuokalani mit einer illustren Gruppe von 200 Ausflüglern auf dem Dampfer Irawani auf Nihoa an. Darunter waren auch Wissenschaftler, u. a. der Missionar und Naturwissenschaftler Sereno Edwards Bishop, der Ornithologe und spätere Präsident der Republik Hawaii Sanford Dole und Emma Kaili Metcalf Beckley Nakuina, die Kuratorin des Hawaiian National Museums. Einige der Passagiere entzündeten Kochfeuer, von denen eines außer Kontrolle geriet und einen Flächenbrand verursachte. Das Feuer entwickelte sich in der trockenen Vegetation sehr schnell und alle Löschversuche scheiterten. Die Besucher flüchteten sich auf das Schiff und fuhren davon. Von Bord aus war zu sehen, dass ein großer Bereich der Insel in Flammen stand. Der Schoner Waiehu der Pacific Navigation Company kam einige Tage später an. Kapitän Kibling stellte fest, dass das Feuer ca. 8 Hektar Vegetation vernichtet hatte, doch die Palmenhaine waren unversehrt geblieben. Allerdings waren zahlreiche Nester und Vogeleier zerstört und tausende von Vögeln verbrannt.
1890 beorderte Walter Rothschild, Bankier und Vogelkundler, seinen Mitarbeiter Henry Charles Palmer (1866–1920) zu den Hawaii-Inseln, um Spezimen für sein privates naturhistorisches Museum (Natural History Museum at Tring) zu sammeln. Palmer verbrachte zwei Jahre auf mehreren Inseln Hawaiis und sandte zweitausend Eier, Federn und Bälge, zum Teil von zwischenzeitlich ausgestorbenen Vögeln, nach England. Der Schoner Kaalokai, Captain Walker, segelte am 2. Mai 1891 mit Palmer als Passagier von Honolulu ab, am 26. Mai 1891 kam Nihoa in Sicht. Eine Landung war wegen schlechter Witterung und schweren Seegangs nicht möglich, sodass die Kaalokai die Insel nur umrundete, während Palmer von Bord aus die Vögel beobachtete. Er zählte siebzehn verschiedene Arten.
1898 hatten die Vereinigten Staaten Hawaii annektiert. Am 3. Februar 1909 stellte Präsident Theodore Roosevelt die nordwestlichen, unbewohnten Hawaii-Inseln und Riffe, darunter auch Nihoa, als „Hawaiian Islands Bird Reservation“ unter Schutz, um das Wildern von Seevögeln zu unterbinden. Franklin D. Roosevelt unterzeichnete am 25. Juli 1940 die „Presidential Proclamation No. 2416“, mit der er den Schutz auf alle Wildtiere erweiterte und den Namen des Reservats in „Hawaiian Islands National Wildlife Refuge“ änderte.
Zu Beginn des 20. Jahrhunderts wurde Nihoa mehrmals von dem Revenue-Kutter Thetis aufgesucht. Die meisten dieser Besuche waren Inspektionsreisen, um zu kontrollieren, ob Vögel von japanischen Wilderern erbeutet worden waren, die es auf die Vogelfedern – ein zu jener Zeit beliebtes Modeaccessoire – abgesehen hatten. Die Wilderei war ein akutes Problem auf mehreren nordwestlichen Hawaii-Inseln, zum Beispiel auf Lisianski und Laysan. Es wurden allerdings keine Beweise dafür gefunden, dass Wilderer ihr Unwesen auch auf Nihoa getrieben hätten. Das lag vermutlich weniger an einer unzureichenden Zahl geeigneter Vögel, sondern eher an der schwierigen Landung und der gefährlichen Arbeit an den steilen Hängen.

### Wissenschaftler
Im 20. Jahrhundert entdeckte die Wissenschaft die Insel Nihoa als wertvolles Studienobjekt für Geologen, Botaniker, Zoologen und Ökologen.
Eine umfassende wissenschaftliche Aufarbeitung erfolgte während der dritten Tanager-Expedition der Smithsonian Institution. Wissenschaftler verschiedener Disziplinen reisten mit dem Minensuchboot USS Tanager (AM-385) zu mehreren ordwestlichen Hawaii-Inseln, darunter auch Nihoa. Sie blieben vom 10. bis 16. Juni 1923 und errichteten ihr Camp in auf einem schmalen Felsband in der Adams Bay im Süden der Insel.
Im Dezember 1961 sandte die U.S. Air Force Techniker nach Nihoa, die am Miller´s Peak im Nordwesten vier Zelte und eine mobile Antenne aufbauten. Ziel war es, die Eignung der Insel für eine HIRAN-Station zu testen. Der Biologe Raymond J. Kramer bemerkte, dass die Soldaten an ihren Stiefeln unbeabsichtigt Samen von der zuvor besuchten Insel Midway eingetragen hatten.

## Name
Der Name Nihoa ist polynesischen Ursprunges, die Europäer nannten die Insel Bird Island (Vogelinsel), wegen der Vielzahl von Vögeln, die bei der Annäherung der Schiffe aufflogen. Nihoa ist abgeleitet von dem polynesischen Wort „niho“ für Zahn oder gezähnt. Der in mehreren traditionellen Gesängen und Sprichwörtern überlieferte Name beschreibt das Profil der Insel perfekt, das einem Backenzahn ähnelt. In einer Legende über die Vulkangöttin Pele heißt es, sie habe einen tiefen Krater an der Nordwestseite von Nihoa aufgetan, in dem sie ihren Bruder Ke-ao-lele, einen Hai, zurückließ.

## Verwaltung
Die Insel Nihoa gehört zur City and County of Honolulu im US-Bundesstaat Hawaii. Wie die anderen unbewohnten nordwestlichen Hawaii-Inseln ist sie Teil des Papahānaumokuākea Marine National Monuments, des zweitgrößten Meeresschutzgebietes der Erde. Dessen Verwaltung liegt in der Verantwortung von vier Treuhändern: dem Bundesstaat Hawaii, dem USFWS, der National Oceanic and Atmospheric Administration (NOAA) und dem Office of Hawaiian Affairs (OHA), einer selbstverwalteten Körperschaft des Staates Hawaii.
Wegen der zahlreichen Relikte der alten hawaiischen Kulturen wurde die Insel am 13. Juni 1988 als Historic District mit der Bezeichnung Nihoa Island Archeological District in das National Register of Historic Places, das Register der geschichtlich bedeutsamen Orte der Vereinigten Staaten, aufgenommen.
Nihoa ist unbewohnt. Es gibt keine Verkehrsverbindungen dorthin und das Betreten bedarf der Erlaubnis, die nur für wissenschaftliche Zwecke erteilt wird. Es werden besondere Schutzmaßnahmen vorgeschrieben, zum Beispiel Desinfektion der gesamten Ausrüstung oder Mitnahme von Nahrungsmitteln ausschließlich in Dosen, um das Einbringen von Krankheitserregern und Neophyten zu unterbinden.